# Pygopus lepidopodus
Pygopus lepidopodus là một loài thằn lằn trong họ Pygopodidae. Loài này được Lacépède mô tả khoa học đầu tiên năm 1804.

## Hình ảnh

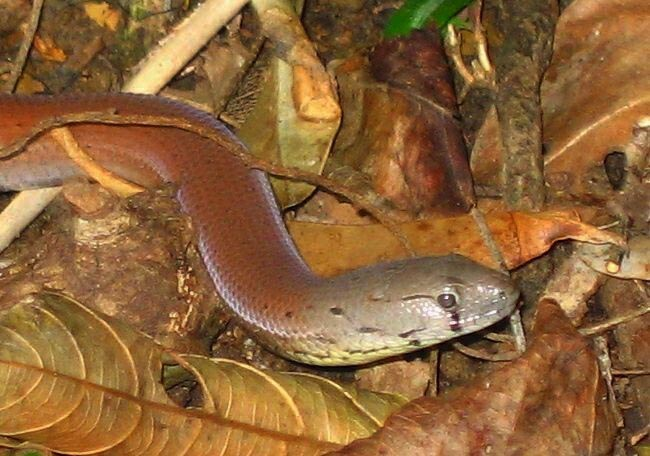
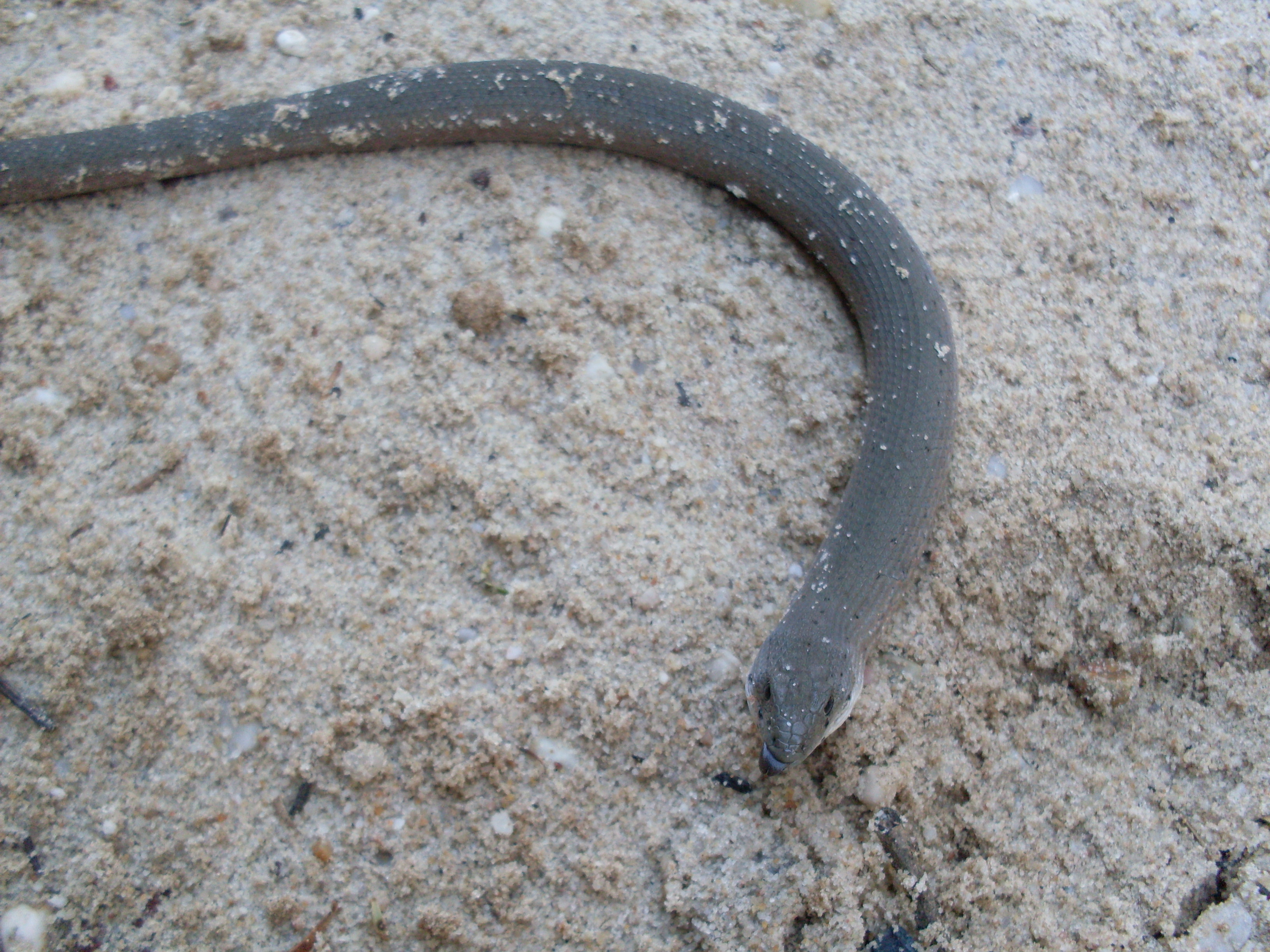
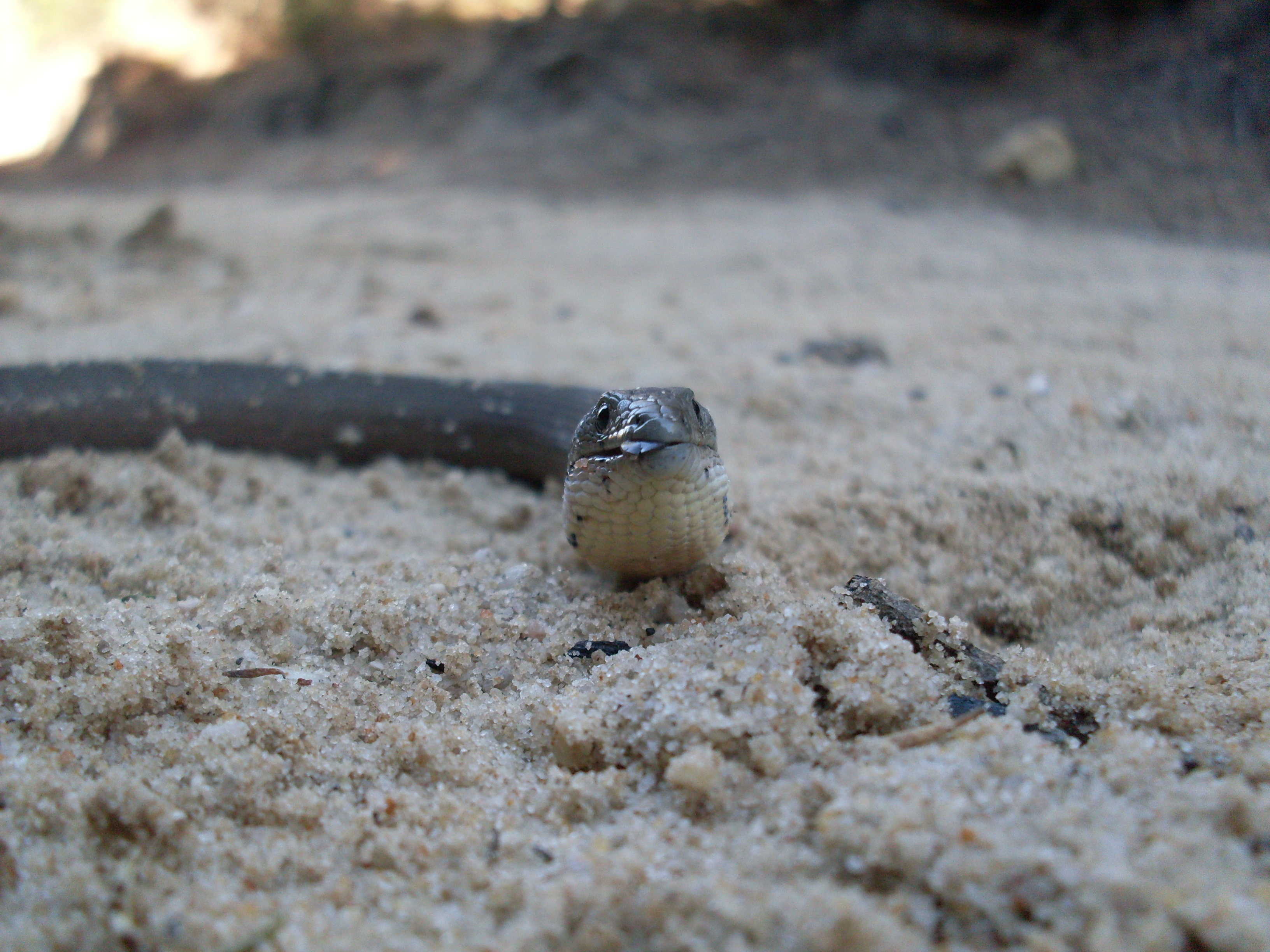
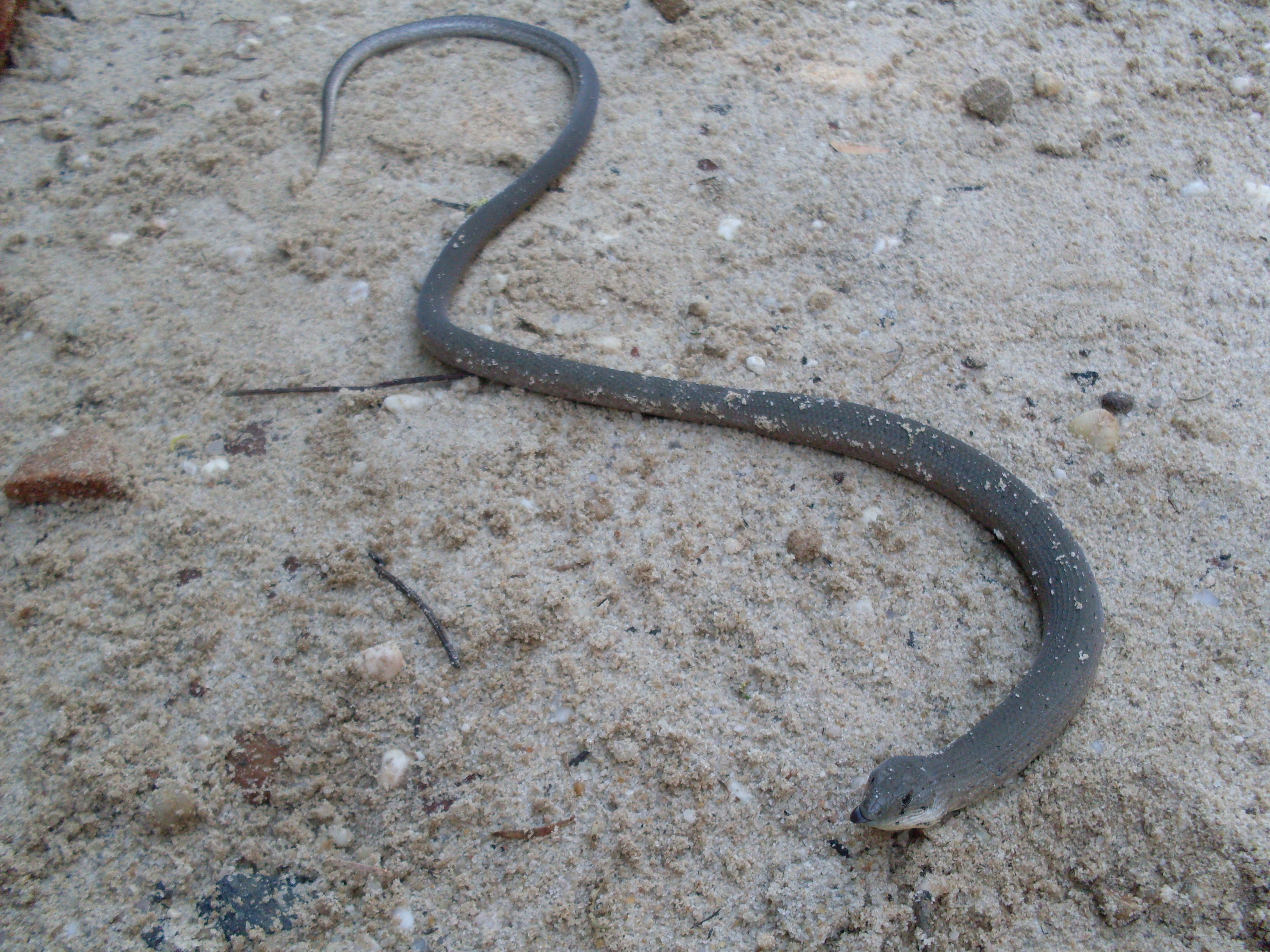